# Leitura dinâmica
Leitura dinâmica ou leitura rápida, constitui-se de vários métodos que buscam aumentar a velocidade da leitura, mantendo o entendimento e a retenção de informações.
Há vários métodos diferentes de leitura dinâmica, principalmente quando se refere a livros. Alguns consideram que leitura consiste em três etapas - ver, pronunciar e compreender - e propõem que se elimine uma das três. Para manter o entendimento, a única etapa que poderia ser eliminada é a pronúncia, seja vocal ou mental.

## Métodos

Técnica usada por alguns programas para acelerar a leitura. O treinamento consistiria em que os usuários seguissem com os olhos os objetos em movimento na tela.

Algumas técnicas utilizadas são leituras de grupos de palavras, em vez da leitura palavra por palavra; alinhamento do texto de forma que facilite a "varredura" pelos olhos sem que estes necessitem se deslocar muito de um lado para o outro (texto em coluna estreita) e o salto de olho, por meio do qual o leitor estabelece pontos na linha de leitura nos quais faz a parada ocular (esta técnica é utilizada em livros de colunas largas).
O cérebro responde de forma compatível aos estímulos que recebe. Se você durante anos, vem lendo lentamente, os estímulos vem sendo enviados para o cérebro em baixa velocidade, e este responde de forma igualmente lenta.
Na leitura dinâmica, os estímulos são enviados mais rapidamente para o cérebro, elevando a velocidade de raciocínio.
A utilização de um metrônomo para "compassar" o tempo da leitura, estabelecendo uma meta mínima para se cumprir num determinado tempo, pode ajudar a reduzir o tempo de leitura gradativamente. Sugere-se, para pessoas com dificuldades de leitura, 20 linhas por minuto (marcadas por toques do metrônomo), enfatizando-se a importância da respiração e da postura. Para os que já têm o hábito de leitura, pode-se recomendar 40 toques por minuto, chegando ao dobro desse número para pessoas treinadas. 150 toques por minuto seria a velocidade do leitor mais rápido do mundo em língua portuguesa.
Skimming é um método de leitura dinâmica que envolve a procura visual de frases numa página para encontrar pistas para o significado. Para algumas pessoas, isso é normal, mas é geralmente adquirida pela prática. O skimming é mais frequente em adultos do que em crianças. É realizado a uma velocidade elevada (de 700 palavras por minuto, ou mais) do que a leitura normal para a compreensão (cerca de 200-230 ppm), e resulta em baixas taxas de compreensão, especialmente em textos ricos em informação de leitura. Definição traduzida do original da wikipédia em lingua inglesa, em 17 de novembro de 2013.
Outra forma de skimming é comumente empregue pelos leitores na Internet. Trata-se de saltar sobre o texto que é menos interessante ou menos relevantes. Esta forma de leitura não é nova, mas tornou-se cada vez mais predominante devido à facilidade com que a informação alternativa pode ser acedido on-line. Algumas das frases têm menos informação que pode não ser necessária.

É necessário praticar exercícios de leitura dinâmica para melhorar a técnica.